# Мутулово
Вижте пояснителната страница за други значения на Метаксохори.
Муту̀лово или Мотилово (на гръцки: Μεταξοχώρι, Метаксохори, катаревуса: Μεταξοχώριον, Метаксохорион, до 1926 година катаревуса Μουτούλοβον, Мутуловон, димотики Μουτούλοβο, Мутулово) е село в Егейска Македония, Гърция, дем Кукуш (Килкис) на административна област Централна Македония. Мутулово има население от 143 души (2001).

## География
Селото е разположено на 13 километра североизточно от град Кукуш (Килкис) и на 3 километра североизточно от демовия Коркутово (Терпилос).

## История

### В Османската империя
В XIX век Мутулово е българско село в каза Аврет Хисар (Кукуш) на Османската империя. В „Етнография на вилаетите Адрианопол, Монастир и Салоника“, издадена в Константинопол в 1878 година и отразяваща статистиката на населението от 1873 година, Мутолово (Moutolovo) е посочено като селище в каза Аврет Хисар (Кукуш) със 140 домакинства, като жителите му са 684 българи. Според статистиката на Васил Кънчов („Македония. Етнография и статистика“) в 1900 година Мотилово има 850 жители българи християни.
Християнското население на селото е под върховенството на Българската екзархия. По данни на секретаря на Екзархията Димитър Мишев („La Macédoine et sa Population Chrétienne“) в 1905 година в Мутулово (Moutoulovo) има 1344 българи екзархисти и в селото работи българско училище.
От 1892 до 1909 година в Мутулово служи униатският свещеник Нако Янев, който през 1934 г. е свещеник в източнокатолическата енория в София. В 1911 – 1914 година в селото служи униатът отец Христо Чолаков.
При избухването на Балканската война в 1912 година 13 души от Мутулово са доброволци в Македоно-одринското опълчение.

### В Гърция
В 1913 година след Междусъюзническата война селото попада в Гърция. Населението му се изселва в България и на негово място са настанени гърци бежанци. 17 семейства от Мутулово са настанени в Голям Манастир, Ямболско.
През 1926 години селото е прекръстено на Метаксохорион. В 1928 година селото е изцяло бежанско с 63 семейства и 198 жители бежанци.
Мутуловци се изселват в България. След 1919 година част от униатските жители на селото се установяват край Гара Левуново, където основават село Делчево, днес Ново Делчево.

## Личности
Родени в Мутулово
- Атанас Георгиев (1884 – ?), македоно-одрински опълченец, 4 рота на 3 солунска дружина, носител на орден „За храброст“ IV степен[10]
- Атанас Гоцев (1902 – 1928), български революционер
- Вано Дельов (1874/1875 – ?), македоно-одрински опълченец, Кукушка чета[11]
- Гого Киров (? – 1905), български революционер
- Гоце Стоянов Кехая (Кяя) (1857 – ?), македоно-одрински опълченец, ІІ отделение, Кукушка чета, Сборна партизанска рота на МОО[12]
- Нако Янев Делипетров (1851 - ?), български революционер от ВМОРО
- Мито Гугулянов (Гогумянов, 1873 – ?), македоно-одрински опълченец, Кукушка чета, 2 рота на 15 щипска дружина, 4 рота на 11 сярска дружина[13]
- Мито Хаджитрайков (1856 - след 1943), български революционер[14]
- Насо Пецов Канин (1886 – ?), македоно-одрински опълченец, ІІ отделение, Кукушка чета, 1 рота на 15 щипска дружина[15]
- Никола Георгиев Петков (1887/1888 – ?), македоно-одрински опълченец, неграмотен, Кукушка чета, 4 рота на 13 кукушка дружина[16]
- Никола Гугулянов (Коле Гогумянов, 1876/1879 – ?), македоно-одрински опълченец, Кукушка чета, 2 рота на 15 щипска дружина, 4 рота на 11 сярска дружина[13]
- Тано Янов (1889 – 1922), български революционер и македоно-одрински опълченец, работник, ІV отделение, 4 рота на 3 солунска дружина[17]
- Ташо Гегов (1876 – ?), македоно-одрински опълченец, Кукушка чета[18]
- Тома Янев, македоно-одрински опълченец, 4 рота на 3 солунска дружина, ранен на 5 юли 1913[19]
- Трайко, български революционер от ВМОРО, кукушки войвода през 1912 година взел участие в освобождението на Кукуш и македоно-одрински опълченец през 1913 година[20]
- Христо Георгиев Петков (1882/1883 – 1913), македоно-одрински опълченец, ІІ отделение, Кукушка чета, 1 рота на 15 щипска дружина, умрял на 17 юни 1913[21]
- Христо Митров (1862/1867 – ?), македоно-одрински опълченец, неграмотен, Кукушка чета, нестроева рота на 15 щипска дружина[22]
- Христо Янов, македоно-одрински опълченец, неграмотен, Кукушка чета[17]